# 김기중 (1871년)
김기중(金祺重, 1871년 1월 14일 ~ 1910년 3월 18일)은 대한제국 조선 시대 후기의 항일 의병장이다.

## 생애

### 일생
전라도 남원(南原)에서 출생한 그는 1907년 9월 16일을 기하여 전라북도 등지에서 활동한 전라북도 지방 항일 의병장 양인숙(楊仁淑)의 수하 장수가 되어 전라북도 남원군 견소곡면(見所谷面) 선암리(仙岩里) 이장 김영보(金永甫)의 가택에서 군자금을 모집하고 1년 후인 1908년 9월 8일에는 전라북도 임실군 덕치면(德峙面) 암리(岩里)에서 각각 의병대 예하 차석부장군이었던 이공영(李公榮)·장석봉(張石奉) 등과 함께 조선인 출신의 부왜배 순사 박경홍(朴敬弘)을 처단 응징하고 전라북도 임실군 동부면 일구지리(日九池里)에 거주하던 의병대 사설 호위무사 신정로(申正老)의 가택에서 군자금을 모집하는 등 의병대 군자금 관련 활동을 하다가 결국 1909년 11월 6일, 일경에 피체되었다. 그 후 같은 해 1909년 11월 22일 전라남도 광주지방재판소에서 소위 강도죄로 사형을 선고받고 항소심을 공소하였지만 끝끝내 1910년 1월 18일을 기하여 경상북도 대구공소원에서 기각, 기각 처분 당일 사형 집행 순국하였다.

## 사후
대한민국 정부에서는 고인의 공훈을 기리고자 1991년 3월 1일을 기하여 대한민국 건국훈장 애국장을 추서하였다.